# Muong Phong
Muong Phong est un village du Laos situé dans le centre de la province de Savannakhet.

## Histoire
Isabelle Massieu le visite en 1897.